# Provokation
En provokation er en handling, adfærd eller udtalelse, der ofte bevidst søger at afstedkomme en reaktion hos et andet individ. Personen, der provokerer kaldes en provokatør, ikke at forveksle med en provo.
En provokatør kan være en person der søger at fremkalde uroligheder ved at provokere, men bruges også i en anden betydning, nemlig som en der vil fremtvinge en debat om et emne, indenfor hvilket han har fremkaldt en provokation. Inden for sidste slags kan f.eks. nævnes præsten Harald Søbye, der startede med at vie homoseksuelle før det havde retsgyldighed.

## Note
1. ↑  provokatør — Ordbog — ODS
2. ↑  En bevidst provokatør | Kristeligt Dagblad